# Exechia sibirica
Exechia sibirica är en tvåvingeart som beskrevs av Ostroverkhova 1979. Exechia sibirica ingår i släktet Exechia och familjen svampmyggor. Inga underarter finns listade i Catalogue of Life.